# 케냐의 부통령
케냐의 부통령(스와힐리어: Naibu Rais wa Jamhuri ya Kenya, 영어: Deputy President of Kenya)은 케냐에서 두 번째로 높은 정치 관료이다. 부통령은 사장의 수석 보좌관이며, 행정직에서 사장을 대리한다. 2010년 케냐 헌법 이전에 부통령은 부통령으로 알려져 있었다. 부통령은 대통령에 의해 임명된 반면, 부통령은 케냐 대통령과의 공동 티켓의 일부로 선출된다. 또한 부통령이 통상 내각부를 두게 되는 기존 상황과 달리 부통령은 다른 국가나 공직에 취임할 수 없다.
1998년 1월 8일부터 1999년 4월 3일까지 사무실에 빈자리가 하나 있었다. 케냐의 부통령 중 두 명인 음와이 키바키와 대니얼 아랍 모이가 대통령직을 수행했다. 윌리엄 루토는 우후루 케냐타 대통령이 국제형사재판소에 출두하기 위해 일시적으로 권한과 사무실을 이양한 후 며칠 동안 대통령 권한대행을 맡았다.

## 같이 보기
- 케냐의 대통령
- 케냐의 총리